# 1996년 하계 올림픽 다이빙
제26회 하계 올림픽 다이빙 경기는 1996년 미국 애틀랜타에서 열렸다.

## 참가국
다음은 1996년 애틀란타 올림픽 다이빙 본선 진출국 목록이다.
| - 아르메니아 (2) - 오스트레일리아 (7) - 오스트리아 (2) - 아제르바이잔 (1) - 벨라루스 (5) - 볼리비아 (1) - 불가리아 (1) - 캐나다 (6) - 중화인민공화국 (7) - 중화 타이베이 (2) | - 코스타리카 (1) - 프랑스 (1) - 조지아 (2) - 독일 (7) - 영국 (5) - 그리스 (1) - 홍콩 (1) - 헝가리 (2) - 이탈리아 (2) - 일본 (3) | - 카자흐스탄 (5) - 쿠웨이트 (2) - 멕시코 (5) - 조선민주주의인민공화국 (3) - 푸에르토리코 (2) - 루마니아 (3) - 러시아 (7) - 대한민국 (4) - 스페인 (5) - 스리랑카 (1) | - 스웨덴 (3) - 스위스 (1) - 타지키스탄 (2) - 태국 (2) - 우크라이나 (6) - 미국 (8) - 우루과이 (1) - 베네수엘라 (1) - 유고슬라비아 (2) - 짐바브웨 (1) |